# DuinOS
DuinOS est un système d'exploitation temps réel avec un système en multitache préemptif pour les cartes Arduino utilisant des microcontrôleurs Atmel AVR. Il est développé par RobotGroup. Il est basé sur un noyau solide qui est FreeRTOS et qui est complètement open source. Ce système s'intègre dans l'environnement de développement de l'Arduino.

## Liste des versions
- 0.1.0 Alpha du 02 novembre 2009
  - version basée sur FreeRTOS 5.4.2
  - prévu pour s'intégrer et fonctionner avec l'IDE d'Arduino en version 0017 (?)
  - ajout d'un exemple MoreComplexBlinking (fait clignoter 2 LEDs)
- 0.2.0 Alpha du 30 juin 2010
  - version basée sur FreeRTOS 6.0.5.
  - prévu pour s'intégrer et fonctionner avec l'IDE d'Arduino en version 0018
  - ajout d'un nouveau exemple MoreComplexBlinkingAndSound (fait clignoter 2 LEDs et jouer un son)